# Альберт Рамдін
Альберт Рамчанд Рамдін (27 лютого 1958) — суринамський дипломат. Міністр закордонних справ Суринаму з 16 липня 2020 року.

## Життєпис
Народився 27 лютого 1958 року в окрузі Суринам і навчався в середній школі в Парамарібо. Після закінчення середньої школи він поїхав до Нідерландів, де вивчав соціальну географію в Амстердамському університеті та у Вільному університеті Амстердама.
У Суринамі працював старшим радником міністра торгівлі та промисловості, де він інтенсивно брав участь у реструктуризації міністерства та реалізації програм розвитку промисловості. У середині 1990-х два роки працював у приватному секторі, перед поверненням на державну службу, коли він був призначений радником міністра закордонних справ і міністр фінансів.
У 1991 році — став директором агентства розвитку HIMOS в Угстгесті, Нідерланди.
У 1997 році Рамдін став постійним представником своєї країни в ОАД, а два роки потому його також призначили одночасно служити нерезидентом Суринаму послом в Коста-Риці. Як посол в ОАД Рамдін очолював Постійний комітет
ради (січень-березень 1998 р.) та Міжамериканської ради інтегрального розвитку (1999) і координував групу послів Карибського співтовариства (CARICOM), під час головування Суринаму в субрегіональній групі.
У 1999 році він приєднався до секретаріату (CARICOM) як помічник генерального секретаря з питань закордонних справ і зв'язки з громадськістю, де він відповідав за координацію CARICOM зовнішньої політики та зміцнення відносин між її державами-членами. Він грав провідну роль у збільшенні співпраці з Центральноамериканською системою інтеграції та Андською спільнотою. Рамдін координував технічну підготовку CARICOM до Третього саміту Американських держав і зіграв важливу роль у забезпеченні вирішення ключових питань, що були включені до її Декларації та Плану дій.
У 2001 році Рамдін був призначений радником Генерального секретаря ОАД з питань Карибського басейну. Він продовжував тісно займатися ситуацією на Гаїті, вирішував питання, які є пріоритетними для малих держав, відстежував порядок денний торгівлі півкулі та поінформував Генеральний секретаріат про проблеми Карибського басейну.
7 червня 2005 року — був обраний помічником Генерального секретаря Організації американських держав і вступив на посаду 19 липня 2005 року.
У липні 2015 року — він повернувся до Суринаму, де працював у Міністерстві закордонних справ.
З травня 2016 року — почав працювати в американській золотодобувній компанії Newmont Corporation.
16 липня 2020 року — призначений міністром закордонних справ Суринаму, міжнародного бізнесу та міжнародного співробітництва в кабінеті Чана Сантохі.
У серпні 2020 року — він став першим членом уряду Суринаму за десять років, який відвідав Нідерланди з офіційним візитом.